# Anaea floridus
Anaea floridus är en fjärilsart som beskrevs av Johannes Karl Max Röber 1926. Anaea floridus ingår i släktet Anaea och familjen praktfjärilar. Inga underarter finns listade i Catalogue of Life.